# Bengkolan Salak
Bengkolan Salak is een bestuurslaag in het regentschap Rokan Hulu van de provincie Riau, Indonesië. Bengkolan Salak telt 1487 inwoners (volkstelling 2010).